# Игнатий Пётр VIII
Игнатий Пётр VIII (в миру — Грегуар Пьер Абдель-Ахад) — Патриарх Сирийской католической церкви, возглавлявший её с 2001 по 2008 год.
Родился 28 июня 1930 года в Алеппо, Сирия. В 1954 году рукоположён в священники, в 1997 году рукоположён в епископы. С 1996 по 2001 год был титулярным епископом Батны и одновременно возглавлял сирийский патриарший экзархат Иерусалима. В 2001 году был избран патриархом Сирийской католической церкви и президентом синода Сирийской католической церкви. В 2008 году подал папе Бенедикту XVI просьбу об отставке, которая была удовлетворена 2 февраля.